# Elaphoglossum ecuadorense
Elaphoglossum ecuadorense là một loài thực vật có mạch trong họ Lomariopsidaceae. Loài này được C. Chr. mô tả khoa học đầu tiên năm 1905.